# Postił
Postił (ukr. Постіл) – rzeka w północnej Ukrainie, w obwodzie żytomierskim, w rejonie różyńskim. 
Źródło znajduje się na południowy zachód od miejscowości Czornorudka. Płynie na wschód i południowy wschód, tworzy rozlegle bagna dochodzące do 30 m głębokości i 2,5 km szerokości. Uchodzi do Rostawyci jako jej lewobrzeżny dopływ, na wschód od wsi Werchiwnia. Rzeka ma 31 km długości oraz powierzchnię dorzecza o wielkości 158 km². Obszar zalewowy wynosi 200 m, koryto rzeki jest meandrowe, maksymalnie dochodzące do 10 m szerokości. Na rzece wybudowano wiele stawów.